# 5 Большой Медведицы
5 Большой Медведицы (лат. 5 Ursae Majoris), b Большой Медведицы (лат. b Ursae Majoris), HD 75486 — звезда в созвездии Большой Медведицы на расстоянии приблизительно 282 световых лет (около 86 парсеков) от Солнца. Видимая звёздная величина звезды — +5,74m.

## Характеристики
5 Большой Медведицы — жёлто-белый гигант спектрального класса F2III или F0.